# Којоти не оклевају
Којоти не оклевају је епизода серијала Мали ренџер (Кит Телер) објављена у Лунов магнус стрипу бр. 322. Епизода је изашла у марту 1978. године, имала 118 страна, и коштала 10 динара. Насловна страница је репродукција оригиналне насловнице. Аутор непознат. Издавач је био Дневник из Новог Сада. Ово је први део епизоде. Други део објављен је у ЛМС-323 Планина очаја. Аутор насловне странице није познат, а она је по свој прилици прецртана оригинална насловна страна за #150 оригиналне серије коју је нацртао Франко Донатели, тада цртач Загора.

## Оригинална епизода
Оригинална епизода под називом А rupe della paura изашла је у Италији у мају 1976. године под редним бројем 150. Коштала је 350 лира. Епизоду је нацртао Франческо Гамба.

## Кратак садржај
У потрази за Хенком Банкаром, који је опљачкао банку у градићу Боргет (централни Тексас) и убио банкара и шерифа, Кит и Френки стижу у Планину очаја. Тамо сусрећу Бада Вернона и његову сестричину Мери, који живе сами у Планини. Истражујући околину током ноћи, Кит наилази на колибу у којој се налази празан кавез. Истовремено, Френки креће у потрагу за Китом и наилази на чудну креатуру која га је натерала у бекство. Након што је све испиричао Киту, Кит наставља да истражује околину и наилази на питомог зеца.

## Претходна и наредна свеска Малог ренџера у ЛМС
Претходна свеска носила је назив Острво делфина (ЛМС311) а наредна Планина очаја (ЛМС323).